# 우암펭데주

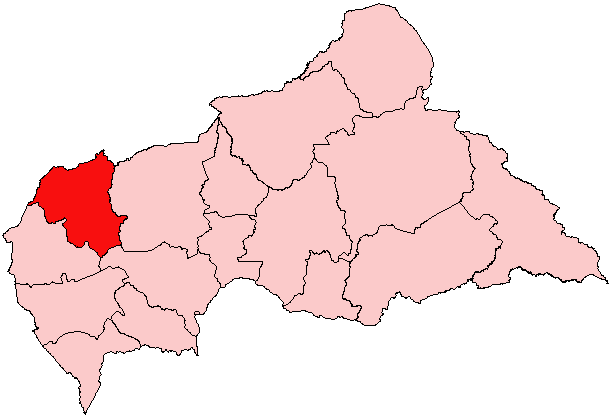
우암펭데 주의 위치

우암펭데주(Ouham-Pendé)는 중앙아프리카 공화국 북서부에 위치한 주로, 주도는 보줌이다. 북쪽으로는 카메룬, 차드와 국경을 맞대고 있으며 남쪽으로는 옴벨라음포코 주, 남서쪽으로는 나나맘베레 주, 동쪽으로는 우암 주와 인접해 있다.